# Vergeltungswaffe
Vergeltungswaffen (oversat: gengældelsesvåben) var en bestemt type Wunderwaffen ((tysk): vidundervåben) i Nazi-Tyskland, som var beregnet til at vende krigslykken. 

## Typer af Vergeltungswaffen
- V-1
- V-2
- V-3